# Großraumlandverkaufstelle
Großraumlandverkaufstelle war in der DDR die Bezeichnung für ländliche Einzelhandels- und Dienstleistungszentren der Konsumgenossenschaft.
Nach einem Beschluss der Handelskonferenz der SED aus dem Jahre 1959 sollte bis zum Jahr 1965 ein flächendeckendes Netz solcher modern ausgestatteten Zentren die bis dahin mangelhafte Versorgung ländlicher Gebiete mit Konsumgütern und Dienstleistungen verbessern. Schwerwiegende Schwierigkeiten bei der Beschaffung der anspruchsvollen Ausstattung und fehlende Baukapazitäten verhinderten jedoch die Verwirklichung der Pläne. Insgesamt wurden nur drei Großraumlandverkaufstellen als Pilotprojekte fertiggestellt, von denen die Kaufhalle Oderland in Siedenbollentin die wichtigste war.

## Quelle
- Annette Kaminsky: Kaufrausch – Die Geschichte der ostdeutschen Versandhäuser. Weltbild-Verlag, 1998, ISBN 3-8289-0553-6.

## Weblink
- Foto der Kaufhalle Oderland aus dem Jahr 1964 (Memento vom 6. Februar 2013 im Webarchiv archive.today)